# 深灣軒

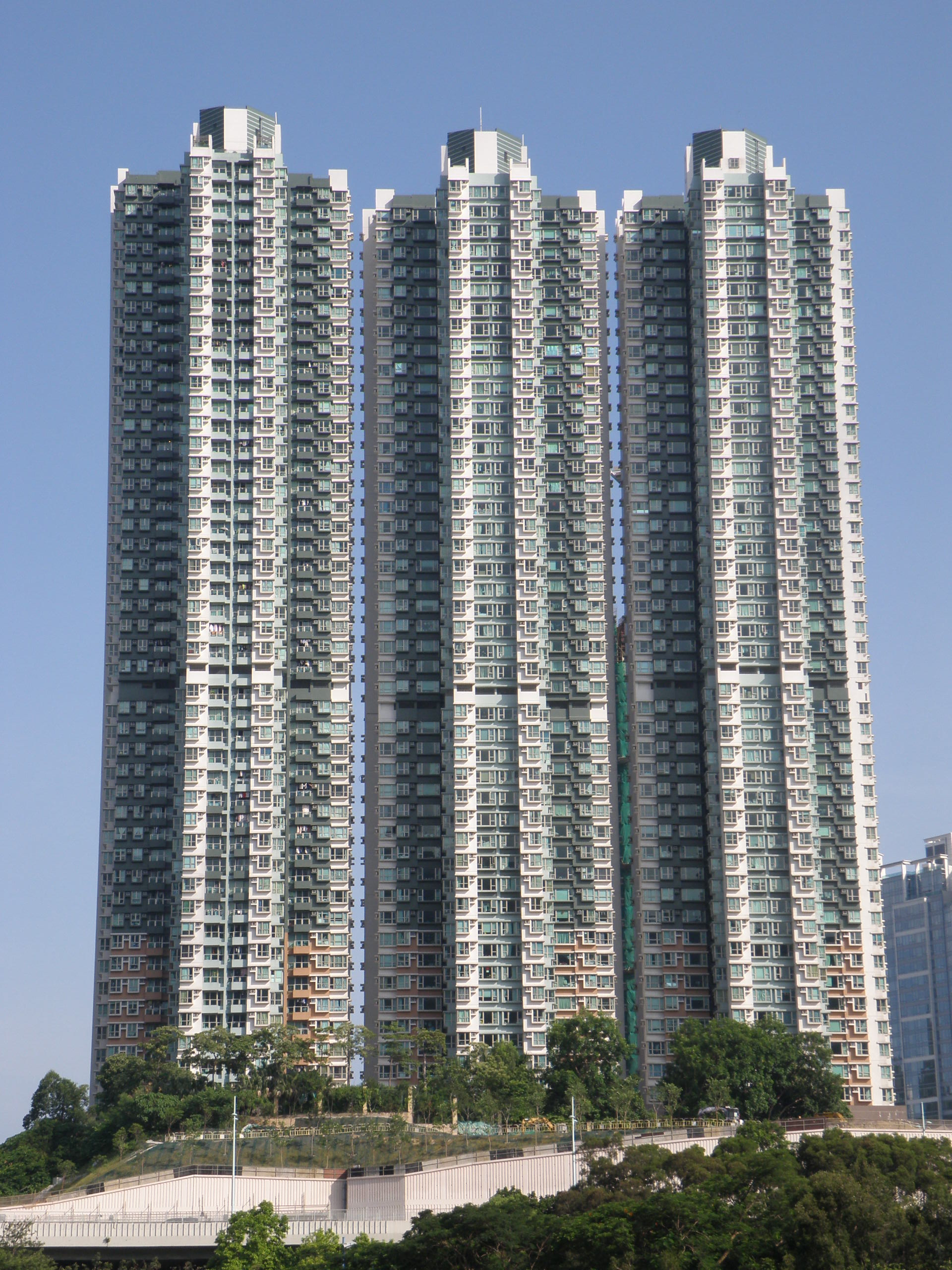
由香港仔望向深灣軒

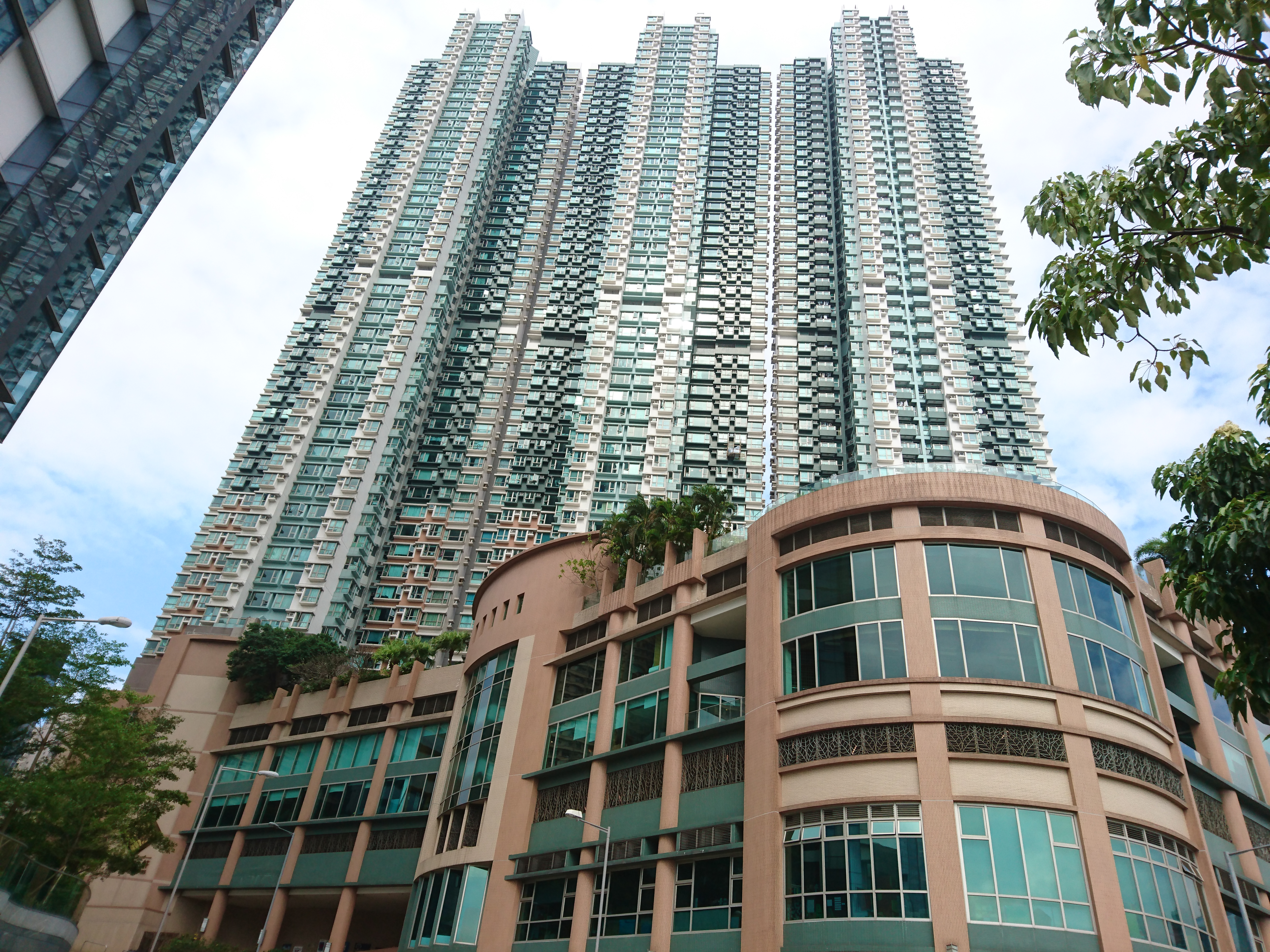
深灣軒近觀

深灣軒（英語：Sham Wan Towers），是香港南區的私人高尚住宅屋苑，位於鴨脷洲東部玉桂山，與深灣隔海對望，鄰近豪宅南灣及深灣9號，共有3座1040個臨海住宅單位組成，於2004年3月入伙，由新鴻基地產發展，亦由子公司康業服務管理，標準單位建築面積628至957平方呎。與第1及第2座比較，第3座除了享有最遼闊的永久海景外，更另設露台。由於大部份單均享有海景或避風塘景緻，所以成為南區豪宅指標屋苑之一。

## 歷史
深灣軒共有3座樓高43層至44層的大廈，提供個1040單位， 第三座更應有露台 ， 平台擁有海景無邊際泳池， 及三層住客會所。原地皮是用作政府資助及私人住宅混合式發展計劃用途，由新鴻基地產投得發展，原本計劃政府會在當中隨機抽出百分之三十的實用樓面面積單位作資助房屋出售，其餘單位由發展商以私樓形式在市場出售。
但在2002年，政府公布停止推行混合式發展計劃，並決定將兩個有關項目內擁有業權的單位（另一個項目是由恆隆地產及現代建設發展的長沙灣碧海藍天）轉為私人單位讓發展商在市場出售。按政府與發展商的協議，地皮改作私人形式由新鴻基全權發展 及銷售， 當中政府將分占3成權益， 新鴻基隨即以過億元打造五星級住客會所，以「南區海景豪宅盤」去包裝物業，又譽深灣軒為同系「豪廷峰」的南區版，在南區可說是一時無兩。

## 交通
該屋苑鄰近港鐵南港島綫的利東站，居民可以經附近的行人隧道或天橋步行至A2出口乘搭港鐵，行人隧道設有升降機來往鴨脷洲大街或鴨脷洲橋道。

## 標準單位間隔
深灣軒除了設有連平台及天台的特色單位外，深灣軒的間隔露活，可自設雙連戶，面積可達1726呎（3座G+H單位）。
| 面積（平方呎） | 分佈於          | 主要景觀             | 一手間格                 | 伙數 | 比重  |
| -------------- | --------------- | -------------------- | ------------------------ | ---- | ----- |
| 957呎          | 3座H室          | 永久深灣海景         | 3房+工人套房+露台，共3廁 | 43   | 4.1%  |
| 769呎          | 3座G室          | 永久深灣及避風塘海景 | 3房+露台，共1廁          | 43   | 4.1%  |
| 782呎          | 1座C、2座C、H室 | 海景                 | 3房，共2廁               | 129  | 12.4% |
| 628－670呎     | 其餘單位        | 海景                 | 2房、共1廁               | 825  | 79.3% |

- 由於1、2座前方為南區‧左岸，所以1、2座的海景受不同程度的阻擋。

## 地理位置
香港真光英文中學的北面，鴨脷洲徑3號，位於南區‧左岸（Marina South）旁，亦鄰近豪宅南灣（LARVOTTO），香港仔避風塘及鴨脷洲大橋的南方，深灣及珍寶海鮮舫的西邊，漁安苑的東北面。深灣軒的高層住宅還可以遠眺南丫島、大嶼山及淺水灣等。

## 設施
深灣軒有海景超五星豪華住客會所，設施包括海景天際泳池，水力按摩浴池、平台花園、兒童遊樂場、燒烤樂園、室內兒童天地、蒸氣及桑拿浴室、音樂室、健康舞室、電腦室、園藝花園、海景閒坐大廳、桌球室、臨海健身室，多用途室內運動場、會所餐廳及宴會廳等。

## 名人業主
- 歌手容祖兒[1]
- 藝人佘詩曼[2]
- 港姐吳文忻[3]
- 「美容教主」鄭明明[4]
- 已故名媛司馬燕
- 藝人陳曼娜

## 事件

### 連環爆竊
2010年3月19日下午3時半前，深灣軒發生香港罕見的豪宅大廈連環爆竊案，約4至5名懷疑為前住客的匪徒從平台的走火門（後門）潛入第一座9至19樓其中14個單位進行連環爆竊，以避開大廈正門大堂保安員及閉路電視的監察。下午3時半，有住客回家後發現家門被撬開，於是報警。由於所有單位幾乎同時被竊，亦沒有住客目擊經過，犯案手法非常專業，警方相信匪徒最有可能是前住客，並曾長時間在各樓層的走廊暗中監視，因此知悉哪些單位於日間沒人在家。14個被鐵筆撬開的單位中有12個報稱有損失，失去的物品包括現金、首飾、手機及手提電腦。警方除登樓逐家逐戶拍門查詢外，亦翻看大廈大堂出入口、電梯、屋苑平台、停車場出入口的閉路電視影帶進行調查。事後有屋苑住戶投訴大廈保安員經常更換以致對住客樣貌沒有印象、又不常監察閉路電視、亦沒有完善訪客登記制度、同時又禁止住戶單位安裝鐵閘以加強保安。

### 爆玻璃門傷人
2015年7月底，平台升降機大堂玻璃門突然爆裂破碎，6歲女孩雙腿被割至皮開肉綻，事後需全身麻醉3小時進行縫合手術。其父母直斥，屋苑過去亦曾爆玻璃門，惟管理公司無採取安全措施。有工程師估計是門鉸移位卻未有及時發現所致，認為應加強巡查保養。

## 資料來源
1. ↑  . 香港01. 2020-04-09  [2023-02-08]. （原始内容存档于2023-02-08）.
2. ↑  . 蘋果日報. 2004-06-14  [2023-02-08]. （原始内容存档于2023-02-08）.
3. ↑  . 文匯報. 2004-06-14  [2023-02-08]. （原始内容存档于2023-02-08）.
4. ↑  . 太陽報. 2011-11-27  [2023-02-08].
5. ↑  . 香港蘋果日報. 2010年3月20日 （中文（繁體））.
6. ↑  . 明報. 2010年3月20日 （中文（繁體））.[永久]
7. ↑  . 羅健熙網上平台. 2010年3月22日 （中文（繁體））.[]
8. ↑  .   [2015-08-15]. （原始内容存档于2015-10-18）.

## 外部連結
22°14′37″N 114°09′31″E / 22.2436879°N 114.1585426°E